# 안드레이아 오르타
안드레이아 오르타(Andréia Horta, 1983년 7월 27일 ~ )는 브라질의 배우, 작가이다. 2017 브라질 영화대상 여우주연상 수상자이다.

## 출연 작품
- 알바트로스 (2018)
- 엘리스 헤지나 (2016)